# Onslow County
Onslow County är ett administrativt område i delstaten North Carolina, USA. År 2010 hade countyt 177 772 invånare. Den administrativa huvudorten (county seat) är Jacksonville. 

## Geografi
Enligt United States Census Bureau så har countyt en total area på 2 354 km². 1 986 km² av den arean är land och 368 km² är vatten. 

### Angränsande countyn
- Jones County - norr
- Carteret County - öster
- Pender County - sydväst
- Duplin County - nordväst